# Thomas Bodley

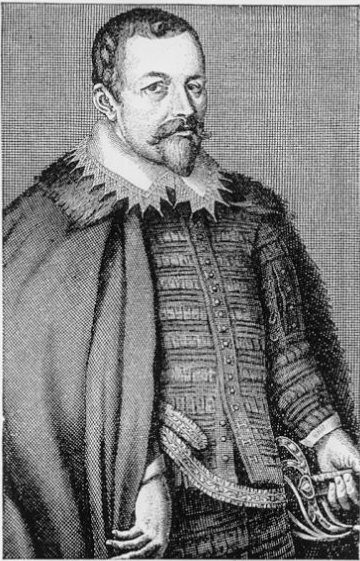
Thomas Bodley

Thomas Bodley, född 2 mars 1545 i Exeter, död 28 januari 1612 i London, var en engelsk diplomat och bibliotekarie . Bodley grundade 1602 det Bodleianska biblioteket vid Oxfords universitet.

## Biografi
Endast lite är känd om Bodleys uppväxt. Han var son till John Bodley som var en köpman från Exeter och en hängiven protestant. Under förföljelsen under den romersk-katolska Maria I:s regeringstid flydde familjen via Tyskland till Genève , även den unge Nicholas Hilliard följde med till säkerheten i utlandet.
Under åren i Genève började Bodley sin utbildning vid Jean Calvins nyöppnade skola. Familjen återvände till England först efter Elisabet I tillträde.
Därefter började Bodley sina studier vid Magdalen College i Oxford där han tog examen år 1566 . Året efter började han undervisa i Klassisk grekiska vid Merton College . 
Efter några år som lärare började Bodley att resa på kontinenten för att bättra på sina språkkunskaper. Han reste runt i fyra år i Italien, Frankrike och Spanien.
1584 blev Bodley ledamot i Englands parlament. 1585 inträdde han i diplomattjänst och fick sin första placering i Danmark, därefter i Frankrike och 1588 i Holland , han fortsatte som diplomat fram till 1597.
1586 gifte sig Bodley med Ann Ball  . Ball var en rik änka och Bodley sa upp sin lärartjänst vid Oxford.
1598 erbjöd Bodley Oxford universitetet en stor donation för att upprätta ett nytt och allmänt bibliotek   Den 8 november 1602 invigdes det nya biblioteket med cirka 2 500 volymer  .
1610 slöt Bodley ett avtal med Stationers' Company i London om att dessa skulle leverera ett exemplar av varje bok de tryckte till biblioteket  .
Bodley ägnade återstoden av sitt liv åt utvidgandet av biblioteket där han anslog mycket av sina egna medel och skänkte mycket av sina egna samlingar .
1603 adlades Bodley . Bodley dog 1612 78 år gammal och begravdes i Merton College-kapellet. Dagen efter hans död övertog universitetet driften av biblioteket.